# Prezidentské volby ve Venezuele 2024
Prezidentské volby ve Venezuele se konaly 28. července 2024. Nový prezident byl zvolen na šestileté funkční období, začínající 10. lednem 2025.
Nejvyšší volební rada, která je pod kontrolou vlády současného prezidenta Nicoláse Madura, uvedla, že Maduro ve volbách získal 51 procent hlasů. Společný kandidát opozičních stran Edmundo González Urrutia, kterého favorizovaly průzkumy veřejného mínění, pak 44 procent. Venezuelská opozice odmítla Madurovo vítězství uznat.
Její představitelé tvrdí, že Gonzáles dostal více než dvojnásobek hlasů proti Madurovi, a svolává demonstrace svých příznivců. Po zásazích bezpečnostních složek je již 24 mrtvých a úřady zadržely na 2200 lidí.
Řada zemí i organizací vyzvala venezuelské úřady ke zveřejnění detailních výsledků voleb.

## Volby v roce 2018 a prezidentská krize
Maduro, předseda vládnoucí Sjednocené socialistické strany Venezuely, je prezidentem od roku 2013. V únoru 2018 vyzval prezident Nicolás Maduro k prezidentským volbám čtyři měsíce před plánovaným datem. Vítězem byl prohlášen v květnu 2018, nicméně řada opozičních stran se nemohla voleb zúčastnit. Na volby proto bylo mnoho stížností, řada politiků má za to, že Maduro nebyl legitimně zvolen a označili ho za diktátora.
Dne 5. ledna 2019 byl předsedou Národního shromáždění zvolen Juan Guaidó. Během svého projevu označil venezuelského prezidenta Madura za uzurpátora, pokud složí 10. ledna prezidentský slib.
Tak se také v Caracasu stalo, čímž začalo Madurovo šestileté funkční období. V lednu 2019 Národní shromáždění prohlásilo výsledky voleb za neplatné. Odvolalo se na klauzuli venezuelské ústavy z roku 1999 a do funkce úřadujícího prezidenta dosadilo Guaidóa. Madurovi příznivci odmítli tento krok uznat a Guaidó byl krátce zatčen.
Během desetitisícových demonstrací v Caracasu, které sám svolal, se Guaidó 23. ledna 2019 veřejně prohlásil prezidentem. Vzápětí ho dočasným prezidentem uznaly Spojené státy americké. Ačkoli nebyl zvolen ve volbách, uznalo ho za prezidenta asi 60 států, včetně České republiky. Po téměř čtyři roky (od ledna 2019 do ledna 2023) tak ve Venezuele trvala prezidentská krize.
Podpora Guaidóa ale postupně slábla jak doma, tak v zahraničí. V závěru roku 2022 sami opoziční politici rozhodli o rozpuštění tzv. prozatímní vlády, v jejímž čele stál. Rozhodli se ji nahradit komisí, která se bude soustředit na prezidentské volby.

## Průběh voleb

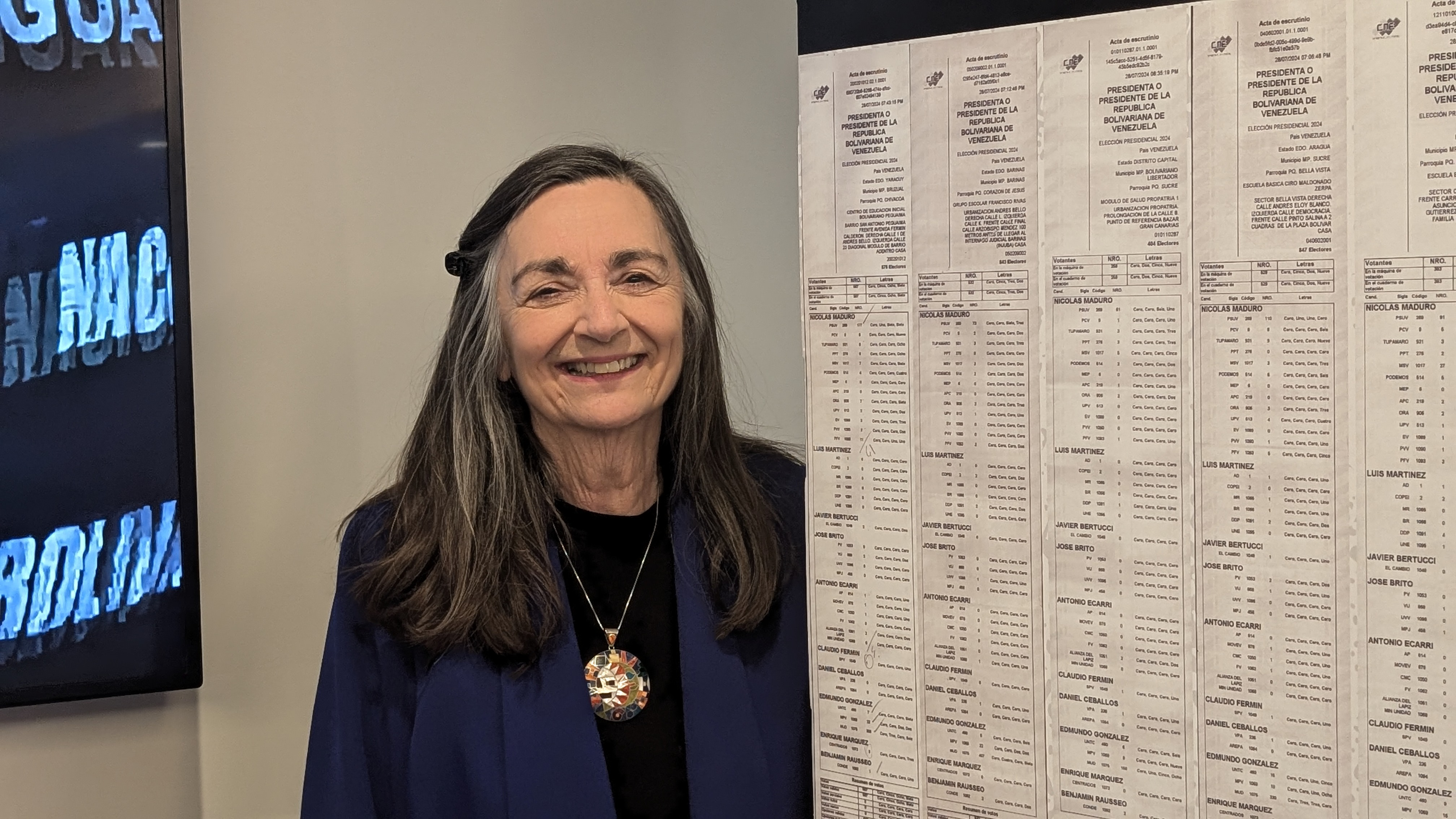
Jennie Lincoln, volební pozorovatelka z Carterova centra, vedle záznamů o hlasování ukazujících vítězství Edmunda Gonzáleze.

Už před sčítáním hlasů panovaly v zemi obavy, že budou volby zmanipulované. Agentura AP a deník The New York Times uvedly, že volby provázelo zastrašování voličů a pozorovatelů ze strany milic a jiných skupin. Španělský deník El País považoval za téměř vyloučené, aby Maduro volby vyhrál regulérně.
Madurův režim také zkomplikoval hlasování Venezuelanům v zahraničí. Z téměř osmi milionů se podařilo zaregistrovat jen 69 tisícům. Na volby také nesměli dohlížet pozorovatelé z Evropské unie.

### Reakce
Americký ministr zahraničí Antony Blinken vyjádřil „vážnou obavu, že oznámené výsledky neodpovídají vůli a hlasům lidu ve Venezuele“. Chilský prezident Gabriel Boric řekl, že výsledky jsou těžko uvěřitelné.
Také skupina zemí G7 vyzvala venezuelské úřady k zveřejnění detailních výsledků voleb.

## Potenciální kandidáti

### Za vládnoucí stranuPSUV
- Nicolás Maduro – současný prezident
- Diosdado Cabello – bývalý předseda Národního shromáždění

### Za opoziční uskupení Plataforma unitaria
Kandidátkou opozice se v primárních volbách v říjnu 2023 stala María Corina Machadová – politička a bývalá poslankyně. Od června 2023 má však 15letý zákaz zastávat veřejný úřad. Opozicí byl poté jako hlavní kandidát vybrán diplomat Edmundo González Urrutia.
Henrique Capriles Radonski – právník a politik, člen strany Primero Justicia, kandidát na prezidenta v letech 2012 a 2013 – svou kandidaturu stáhl.